# Taupo Motorsport Park
Il Taupo Motorsport Park è un autodromo neozelandese situato presso Broadlands Road, nella cittadina di Taupo.

## Storia
Il circuito è stato completato nel 2006 ed è stato realizzato per la cifra di 13 milioni di dollari neozelandesi. I suoi progettisti, una volta completato il tracciato, vinsero il Silver Award rilasciato dall'Association of Consulting Engineers New Zealand per la qualità di realizzazione e per i brevi tempi di realizzazione. Tra il 2007 e il 2009 ha ospitato tre gare facenti parte del campionato A1 Grand Prix. Attualmente, è proprietà della MIT Development Ltd.

## Struttura
Lungo 3,5 km, il tracciato ospita anche una scuola per la formazione dei piloti, una zona commerciale e una zona pernottamento. 